# Cretoscarabaeus gibbosus
Cretoscarabaeus gibbosus är en skalbaggsart som beskrevs av Nikolajev 1995. Cretoscarabaeus gibbosus ingår i släktet Cretoscarabaeus och familjen bladhorningar. Inga underarter finns listade i Catalogue of Life.